# Oribatida
Oribatida (anteriormente designada por Cryptostigmata), também conhecidos por "ácaros-escaravelho", é uma subordem de ácaros pertencentes ao clade dos Sarcoptiformes (Acariformes mastigadores). As espécies incluídas variam em tamanho entre os 0,2 - 1,4 mm de comprimento.

## Descrição
Os ácaros orobatídeos têm em geral baixa taxa metabólica, desenvolvimento lento e baixa fecundidade. A maioria das espécies é iterópara, com uma esperança de vida na fase adulta relativamente longa. Estima-se que o tempo de desenvolvimento de ovo até adulto varie entre vários meses e dois anos nos solos das florestas temperadas. É considerado o animal mais forte em relação ao seu peso, podendo levantar 1 180 vezes o próprio peso.
Este grupo de ácaros apresenta seis ínstares activos: pré-larva, larva, 3 ínstares ninfais e a fase adulta. Todos os estádios após a fase de pré-larva alimentam-se de uma grande variedade de de matéria orgânica, incluindo tecidos de plantas vivas e mortas, partes de fungos, líquenes e carniça. Algumas espécies são predadoras, mas não se conhece qualquer que seja parasítica. Os hábitos alimentares podem diferir entre os indivíduos imaturos e os adultos.
Os Oribatida têm importância económica como hospedeiros de várias espécies de Cestoda endoparasíticos das pessoas e dos animais domésticos e por contribuírem significativamente para a decomposição da matéria orgânica depositada sobre o solo, num processo similar ao das minhocas.

## Sistemática
A ordem Oribatida é dividida nos seguintes taxa:
- Palaeosomata Grandjean, 1969

- Acaronychoidea Grandjean, 1932 (6 genera)

- Acaronychidae Grandjean, 1932

- Palaeacaroidea Grandjean, 1932 (8 genera)

- Palaeacaridae Grandjean, 1932

- Parhyposomata Balogh & Mahunka, 1979

- Parhypochthonioidea Grandjean, 1969 (3 genera)

- Parhypochthoniidae Grandjean, 1969
- Gehypochthoniidae Strenzke, 1963
- Elliptochthoniidae Norton, 1975

- Enarthronota Grandjean, 1947

- Hypochthonoidea Berlese, 1910 (c. 8 genera)

- Hypochthoniidae Berlese, 1910
- Eniochthoniidae Grandjean, 1947
- Arborichthoniidae Balogh & Balogh, 1992

- Brachychthonoidea Thor, 1934 (c. 11 genera)

- Brachychthoniidae Thor, 1934

- Cosmochthonioidea Grandjean, 1947 (c. 14 genera)

- Cosmochthoniidae Grandjean, 1947
- Heterochthoniidae Grandjean, 1954
- Haplochthoniidae Hammen, 1959
- Pediculochelidae Lavoipierre, 1946
- Sphaerochthoniidae Grandjean, 1947

- Atopochthonioidea Grandjean, 1949 (3 genera)

- Atopochthoniidae Grandjean, 1949
- Pterochthoniidae Grandjean, 1950
- Phyllochthoniidae Travé, 1967

- Protoplophoroidea Ewing, 1917 (c. 7 genera)

- Protoplophoridae Ewing, 1917

- Mixonomata Grandjean, 1969

- Dichosomata Balogh & Mahunka, 1979

- Nehypochthonioidea Norton & Metz, 1980

- Nehypochthoniidae Norton & Metz, 1980

- Perlohmannioidea Grandjean, 1954

- Perlohmaniidae Grandjean, 1954
- Collohmanniidae Grandjean, 1958

- Eulohmannioidea Grandjean, 1931

- Eulohmanniidae Grandjean, 1931

- Epilohmannioidea Oudemans, 1923

- Epilohmanniidae Oudemans, 1923

- Lohmannioidea Berlese, 1916

- Lohmanniidae Berlese, 1916

- Euptyctima Grandjean, 1967

- Mesoplophoroidea Ewing, 1917

- Mesoplophoridae Ewing, 1917

- Euphthiracaroidea Jacot, 1930

- Oribotritiidae Grandjean, 1954
- Euphthiracaridae Jacot, 1930
- Synichotritiidae Walker, 1965

- Phthiracaroidea Perty, 1841

- Phthiracaridae Perty, 1841
- Steganacaridae Niedbała, 1986

- Holosomata Grandjean, 1969

- Crotonioidea Thorell, 1876

- Thrypochthoniidae Willmann, 1931
- Malaconothridae Berlese, 1916
- Nothridae Berlese, 1896
- Camisiidae Oudemans, 1900
- Crotoniidae Thorell, 1876

- Nanhermannioidea Sellnick, 1928

- Nanhermanniidae Sellnick, 1928

- Hermannioidea Sellnick, 1928

- Hermanniidae Sellnick, 1928

- Brachypylina Hull, 1918

- Pycnonoticae Grandjean, 1954

- Hermannielloidea Grandjean, 1934 (2 families)
- Neoliodoidea Sellnick, 1928 (1 family)
- Plateremaeoidea Trägårdh, 1926 (4 families)
- Gymnodamaeoidea Grandjean, 1954 (2 families)
- Damaeoidea Berlese, 1896 (1 family)
- Polypterozetoidea Grandjean, 1959 (2 families)
- Cepheoidea Berlese, 1896 (7 families)
- Charassobatoidea Grandjean, 1958 (3 families)
- Microzetoidea Grandjean, 1936 (1 family)
- Zetorchestoidea Michael, 1898 (1 family)
- Gustavioidea Oudemans, 1900 (8 families)
- Eremaeoidea Oudemans, 1900 (4 families)
- Amerobelboidea Grandjean, 1954 (10 families)
- Eremelloidea Balogh, 1961 (7 families)
- Oppioidea Sellnick, 1937 (12 families)
- Trizetoidea Ewing, 1917 (6 families)
- Otocepheoidea Balogh, 1961 (4 families)
- Carabodoidea Koch, 1837 (3 families)
- Tectocepheoidea Grandjean, 1954 (2 families)
- Hydrozetoidea Grandjean, 1954 (1 family)
- Ameronothroidea Willmann, 1931 (3 families)
- Cymbaeremaeoidea Sellnick, 1928 (3 families)

- Poronoticae Grandjean, 1954

- Licneremaeoidea Grandjean, 1931 (6 families)
- Phenopelopoidea Petrunkevitch, 1955 (1 family)
- Unduloribatoidea Kunst, 1971 (3 families)
- Limnozetoidea Thor, 1937 (2 families)
- Achipterioidea Thor, 1929 (2 families)
- Oribatelloidea Jacot, 1925 (3 families)
- Ceratozetoidea Jacot, 1925 (5 families)
- Zetomotrichoidea Grandjean, 1934 (1 family)
- Oripodoidea Jacot, 1925 (19 families)
- Galumnoidea Jacot, 1925 (3 families)

## Biblliografia
- Krantz, G. W. (1978). A Manual of Acarology 2nd ed. Corvallis, OR: Oregon State University. ISBN 978-0-88246-064-2
- Halliday, R. B., D. E. Walter, H. C. Proctor, R. A. Norton & M. J. Colloff, ed. (2001). Acarology, Proceedings of the 10th International Congress. Melbourne: CSIRO Publishing. pp. 1–960. ISBN 0-643-06658-6
- Walter, D. E. & H. C. Proctor (2001). Mites in Soil, An interactive key to mites and other soil microarthropods. Col: ABRS Identification Series. Collingwood, Victoria: CSIRO Publishing. ISBN 978-0-643-06790-5
- Woolley, Tyler A. (1988). Acarology: Mites and Human Welfare. New York, NY: Wiley Interscience. ISBN 978-0-471-04168-9